# ستيفان غونسالفيس
ستيفان غونسالفيس هو لاعب كرة قدم برتغالي في مركز نصف الجناح، ولد في 2 مايو 1996. لعب مع نادي لوزان.

## وصلات خارجية
- ستيفان غونسالفيس على موقع قاعدة بيانات كرة القدم.إي يو (الإنجليزية)
- ستيفان غونسالفيس على موقع Soccerway.com (الإنجليزية)
- ستيفان غونسالفيس على موقع عالم كرة القدم.نت (الإنجليزية)